# Теолошки погледи
Теолошки погледи са поднасловома версконаучни часопис, који је покренуо Свети архијерејски синод Српске православне цркве 1968. године.
Први уредник часописа Теолошки погледи био је Владан Д. Поповић, професор Београдске богословије „Свети Сава“.

## Периодичност
Први број Теолошких погледа издат је 1968. године и надаље је излазио у тромесечним свескама. Часопис је, услед проблема техничке природе, имао прекиде у излажењу од 1997—2003. године. Међутим, те 2003. године излази само једна свеска и из истих разлога настаје застој све до 2008. године.

## Тематика
Часопис је основан како би доносио богословске радове, приказе, оцене и расправе, белетристичке прилоге, коментаре догађаја из света културе и науке... Разноврсна тематика – од осврта на најновија археолошка открића, музиколошка истраживања, преко критичког вредновања савремене поезије, филозофских расправа и историјских истраживања, до лингвистичких студија и богословских текстова, будила је интересе многих читалаца, и часопис Теолошки погледи је – још од својих почетака – стекао бројну читалачку публику, иако је покренут у времену када се на Цркву – а тим пре на црквену периодику – није гледало благонаклоно, у друштву које је било антитеолошки расположено.
Током свог четрдесетогодишњег постојања Теолошки погледи су српским читаоцима донели обиље ауторских чланака из пера еминентних домаћих теолога, филозофа, историчара и научних радника, вредне преводе светоотачких текстова, као и преводе радова најугледнијих светских богослова.

## Главни уредници
- Владан Д. Поповић (1968—1970)
- Данило Крстић (1971)
- Радован Биговић (1991—1997)
- Зоран Јелисавчић (2003)
- Александар Ђаковац (2008-)